# Гадолинијум
Гадолинијум (Gd, лат. gadolinium), је хемијски елемент из групе лантаноида са атомским бројем 64. Име је добио по финском минерологу и хемичару Јохану Гадолину. Гадолинијум је заступљен у земљиној кори у количини од 7,7 ppm. Најважнији минерали гадолинијума су: монацит  и 
У периодном систему налази се у групи лантаноида те се тако убраја у метале ретких земаља. Гадолинијум има врло необичне металуршке особине, тако да чак и 1% гадолинијума у некој легури значајно може побољшати њену обрадивост и отпорност на оксидацију при вишим температурама, нарочито жељеза, хрома и сличних метала.

## Историја
Елемент је 1880. године први открио швајцарски хемичар Жан Шарл Галисар де Марињак. Он је проучавао састојке минерала самарскита те појаву да се његови делови различито растварају у растворима калијум сулфата. У зависности од растворљивости, настајале су многе фракције. У једној од фракција, де Марињак је у апсорпцијском спектру пронашао спектралне линије до тада непознатог елемента. Пошто није имао довољно материјала да тачно одреди о којем се елементу ради, ставио му је ознаку Yα. Осим тога, у другој фракцији пронашао је још једну непознату супстанцу Yβ, али је врло брзо откривено да се ради о елементу самаријуму којег су већ открили Марк Делафонтејн и де Буабодран. Након што су Вилијам Крукс и Пол Емил Лекок де Буабодран потврдили постојање елемента Yα, Лекок де Буабодран је 19. априла 1886. у договору са Марињаком, дао име новом елементу, гадолинијум, у част финског хемичара Јохана Гадолина, те елементу доделио симбол Gd.
Први научник који је 1935. добио метални гадолинијум био је Феликс Тромб. За издвајање гадолинијума, Тромб је користио електролитичку редукцију истопљене смеше гадолинијум(III)-хлорида, калијум хлорида и литијум хлорида при температури од 625–675 ° са кадмијумским електродама. Убрзо након тога, заједно са Ирбеном и Вајсом, Тромб је открио и феромагнетске особине гадолинијума.

## Особине

### Физичке
Овај сребрнасто-бели до сиво-бели сјајни метал ретких земаља је дуктилан и кован. Кристализује се у хексагоналној густо пакованој кристалној структури са параметрима решетке a = 363 pm i c = 578 pm. На температури изнад 1262 ° кристална структура гадолинијума прелази у кубну просторно центрирану структуру.
Осим ових високотемпературних фаза, познат је и већи број фаза на високом притиску. Редослед измене фаза при високим притисцима одговара оном код других лантаноида (осим европијума и итербијума). Након хексагоналне структуре следи (при собној температури) и притиску изнад 1,5 GPa, структура типа самаријума, док при притиску изнад 6,5 GPa прелази у стабилну двоструку хексагоналну кристалну структуру. При притисцима између 26 и 33 GPa најстабилнија је кубна просторно центрирана структура. При још вишим притисцима познате су још двострука кубна просторно центрирана структура те моноклински Gd-VIII систем.
Гадолинијум је, поред диспрозијума, холмијума, ербијума, тербијума и тулијума, један од лантаноида који има значајне феромагнетичне особине. Његова Киријева температура износи 292,5 K (19,3 °) што представља највишу Киријеву температуру од свих лантаноида, док од других метала само жељезо, кобалт и никл имају вишу. Изнад ових температура гадолинијум је парамагнетичан, са магнетном сусцептибилношћу од χ од 0,12.
Zbog ovakvih magnetnih osobina, гадолинијум takođe ima toplotni kapacitet koji jako zavisi od temperature. Pri vrlo niskim temperaturama (ispod 4 K), као што је то уобичајено код метала, најпре доминира електронски топлотни капацитет  (при чему је  са γ = 6,38  а T је температура). При вишим температурама, од одлучујућег значаја је Дебајев модел, при чему је Дебајева температура  Испод Киријеве температуре, топлотни капацитет гадолинијума опет снажно расте, што се објашњава системом спина. Капацитет достиже 56  при 290 K, да би при вишим температурама готово одмах пао на испод 31 .
Гадолинијум је саставни део керамичких високотемпературних суперпроводника типа  са критичном температуром ({\displaystyle T_{\mathrm {C} }}) од 94,5 K. Чисти гадолинијум нема особине суперпроводника. Са 49.000 барна, гадолинијум, због свог изотопа Gd-157 (са 254.000 барна) има највећи попречни пресек захвата за термичке неутроне од свих познатих стабилних елемената (само нестабилни Xe-135 достиже око десет пута већу вредност од Gd-157). Због превелике брзине трошења (burn-out-rate) овај изотоп се врло ретко користи у контролним шипкама нуклеарних реактора.

### Хемијске
Гадолинијум се спаја са већином елемената у облику деривата Gd(III). Такође се спаја са азотом, угљеником, сумпором, фосфором, бором, селеном, силицијумом и арсеном при повишеним температурама, градећи бинарна једињења. За разлику од других ретких земних елемената, метални гадолинијум је релативно стабилан на сувом ваздуху. Међутим, врло брзо потамни ако у ваздуху има влаге, градећи оксид гадолинијум(III) оксид, који се лако љушти с површине, излажући метал даљој оксидацији.
Гадолинијум је врло снажно редукцијско средство, који редуцира оксиде многих метала до њихових елемената. Гадолинијум је релативно електропозитиван те споро реагује у хладној води градећи гадолинијум-хидроксид:
Метални гадолинијум врло лако напада разређена сумпорна киселина при чему настају раствори који садрже безбојне јоне Gd(III), а који постоје у виду комплекса 9]3+:
Метални гадолинијум реагује са халогеним елементима (X2) при температури изнад 200 °:

## Распрострањеност
Гадолинијум је врло редак елемент на Земљи. Његов удео у континенталној Земљиној кори износи приближно 5,9 до 6,2 .
Овај елемент налази се у саставу многих минерала ретких метала, са различитим уделима у њима. Нарочито велики удео гадолинијума имају минерали итер-земаља као и ксенотим. У налазиштима ксенотима из Малезије, удео гадолинијума износи око 4%. Међутим, и монацит такође садржи од 1,5% до 2% овог елемента у зависности од налазишта. У минералу бастнеситу удео гадолинијума је нешто нижи и износи од 0,15% до 0,7%. Познат је само један минерал у којем гадолинијум као метал ретких земаља има највиши удео. Ради се о изузетно ретком уранилкарбонату леперсонит-(Gd) хемијског састава Ca(Gd,Dy)2(UO2)24(SiO4)4(CO3)8(OH)24 · 48H2O.